# Sheila Jordan
Sheila Jeanette Jordan z d. Dawson (ur. 18 listopada 1928 w Detroit, zm. 11 sierpnia 2025 w Nowym Jorku) – amerykańska wokalistka jazzowa, jedna z najlepiej śpiewających scatem, oraz kompozytorka i edukatorka. Laureatka NEA Jazz Masters Award 2012.

Charlie Parker: Wokalistka o słuchu za milion dolarów.

## Życiorys
Była nieślubnym dzieckiem dwojga nastolatków. Jej matka miała siedemnaście lat, kiedy ją urodziła. Z trudem wychowywała dziecko, sięgając po alkohol w ucieczce od kłopotów. Odesłała ją do dziadków, mieszkających w Alleghenach w miasteczku górniczym Summerhill w Pensylwanii. Wychowywała się z dziewięciorgiem przybranego rodzeństwa, które w istocie składało się z jej małoletnich ciotek i wujków. Życie u dziadków było trudne. Stale brakowało pieniędzy, a dziadkowie nie okazywali dzieciom ciepłych uczuć. Ponadto dziadek również był alkoholikiem. Byliśmy prawdopodobnie najbiedniejszymi ludźmi w biednym mieście – wspominała. Mieliśmy wychodek. W domu nie było bieżącej wody. Zimą wszyscy spaliśmy w jednej sypialni na łóżkach bez prześcieradeł i poszewek, mieliśmy tylko gołe koce. Pocieszenie znalazła w muzyce. Mając dobry słuch, zaczęła śpiewać, głównie popularne piosenki zasłyszane w radiu. Brała udział w szkolnych i lokalnych konkursach dla młodych talentów. Często była wyśmiewana przez kolegów z klasy, na szczęście otrzymała wsparcie od jednej z nauczycielek. W wieku jedenastu lat zaczęła uczyć się gry na fortepianie.
Ok. 1941 wróciła do Detroit i zamieszkała z matką. W 1942 usłyszała z szafy grającej utwór Now’s the Time Charliego Parkera i od razu zainteresowała się jazzem. Przede wszystkim zafascynowała ją muzyka Yardbirda. Mając siedemnaście lat, wyprowadziła się od matki. Zaczęła występować w miejscowych klubach. Śpiewała i grała na fortepianie. Poznała wówczas młodych jazzmanów: pianistów Tommy’ego Flanagana i Barry’ego Harrisa, oraz gitarzystę Kenny’ego Burrella. Spotykała się z saksofonistą Frankiem Fosterem, z którym następnie mieszkała do czasu jego powołania do wojska. Została także członkinią tria wokalnego Skeeter, Mitch and Jean (Skeeter Spight, Leroi Mitchell i Jeanette Jordan), które wykonywało partie solowe Parkera i innych muzyków bebopowych w sposób przypominający ten, który wylansowała później supergrupa Lambert, Hendricks & Ross. Sheila z koleżankami chodziła na koncerty Parkera w Detroit, aż ten pewnego razu zaprosił je na scenę, żeby zaśpiewały.
W 1951 przeprowadziła się do Nowego Jorku. Studiowała harmonię i teorię muzyki u Lenniego Tristano i Charlesa Mingusa. Przede wszystkim jednak śpiewała w klubach m.in. obok swojego idola, „Birda”, z którym zaprzyjaźniła się przed jego śmiercią w 1955. Później niejednokrotnie mówiła o nim jako swoim „najważniejszym nauczycielu”.
W 1952 wyszła za mąż za Duke’a Jordana, pianistę w zespole Parkera. Małżeństwo było nieudane, Jordan był bowiem – podobnie jak „Bird” – uzależniony od heroiny. Sama także przez wiele lat brała narkotyki, ale po długotrwałej walce zdołała się od nich uwolnić. W 1962 rozwiodła się z męźem. Niemniej owocem ich związku była córka – Tracy, urodzona w 1952, o której później powiedziała: Wreszcie miałam kogoś, kogo mogłam naprawdę kochać i niewątpliwie była to miłość odwzajemniona. W tym czasie zaprzyjaźniła się z kompozytorem George’em Russellem, który pomagał jej prywatnie i zawodowo. Na jego płycie The Outer View zaśpiewała piosenkę ze swojego dzieciństwa You Are My Sunshine. Ponadto Russell doprowadził do nagrania w 1962 jej pierwszego albumu Portrait of Sheila.
Na początku lat 60. występowała w klubie Page Three w Greenwich Village z pianistą Herbiem Nicholsem oraz w innych lokalach Nowego Jorku. Niemal do końca dekady zawiesiła pracę estradową, pragnąc zająć się wychowaniem córki. Śpiewała jednak w kościele. Nie mogąc utrzymać się wyłącznie ze śpiewania, przez dwadzieścia lat pracowała jako asystentka w kancelarii prawnej. Później, do 1987 była zatrudniona w agencji reklamowej. W wieku pięćdziesięciu ośmiu lat, przeszła na emeryturę, mogąc powrócić do występów i w większym wymiarze zająć się nauczaniem. Już w 1974 została artystką rezydentką w City College of New York, w którym później uczyła od 1978 do 2005. Ponadto wykładała na University of Massachusetts Amherst i w The Vermont Jazz Center, oraz prowadziła międzynarodowe warsztaty jazzowe.
Od 1976 przez następne kilkanaście lat współpracowała z takimi muzykami jak kontrabasiści Arild Andersen, Harvie Swartz, Steve Swallow i Cameron Brown, pianiści i bandliderzy Steve Kuhn, Carla Bley i George Gruntz, oraz perkusista Bob Moses. W jej dorobku kompozytorskim znajdują się utwory bebopowe, free jazzowe oraz liczne ballady, których była wybitną interpretatorką.
Kilkakrotnie wystąpiła w Polsce. Śpiewała m.in. na festiwalu „Jazz Jamboree” w Warszawie. Jeszcze w 2021, mając 92 lata, pojawiła się na scenie.

## Wybrana dyskografia
- 1963 Portrait of Sheila (Blue Note)
- 1975 Confirmation (East Wind)
- 1977 Sheila – Sheila Jordan and the Johnny Knapp Trio (Grapevine)
- 1977 Sheila Jordan & Arild Andersen – Sheila (SteepleChase)
- 1980 Steve Kuhn/Sheila Jordan Band – Playground (ECM)
- 1982 Old Time Feeling – Sheila Jordan–Harvie Swartz (Muse Records)
- 2015 Better Than Anything – Live (Three Records)
- 2022 Live at Mezzrow (Cellar Live)

Zestawienie wg dat wydania płyt